# Griesbach (Moselle)
Pour les articles homonymes, voir Griesbach.
Criegelsbach ou Griesbach est le nom d'un village disparu situé sur l'actuelle commune de Rahling, dans le département de la Moselle.
Mentionné dès 1150, il est détruit avant 1500 et disparaît sans conserver ni le nom ni même le souvenir de son ban. À l'emplacement du village, s'élève par la suite la ferme dite Hammerhof, qui tombe en ruine vers 1884-1885 puis disparaît à son tour.

## Localisation

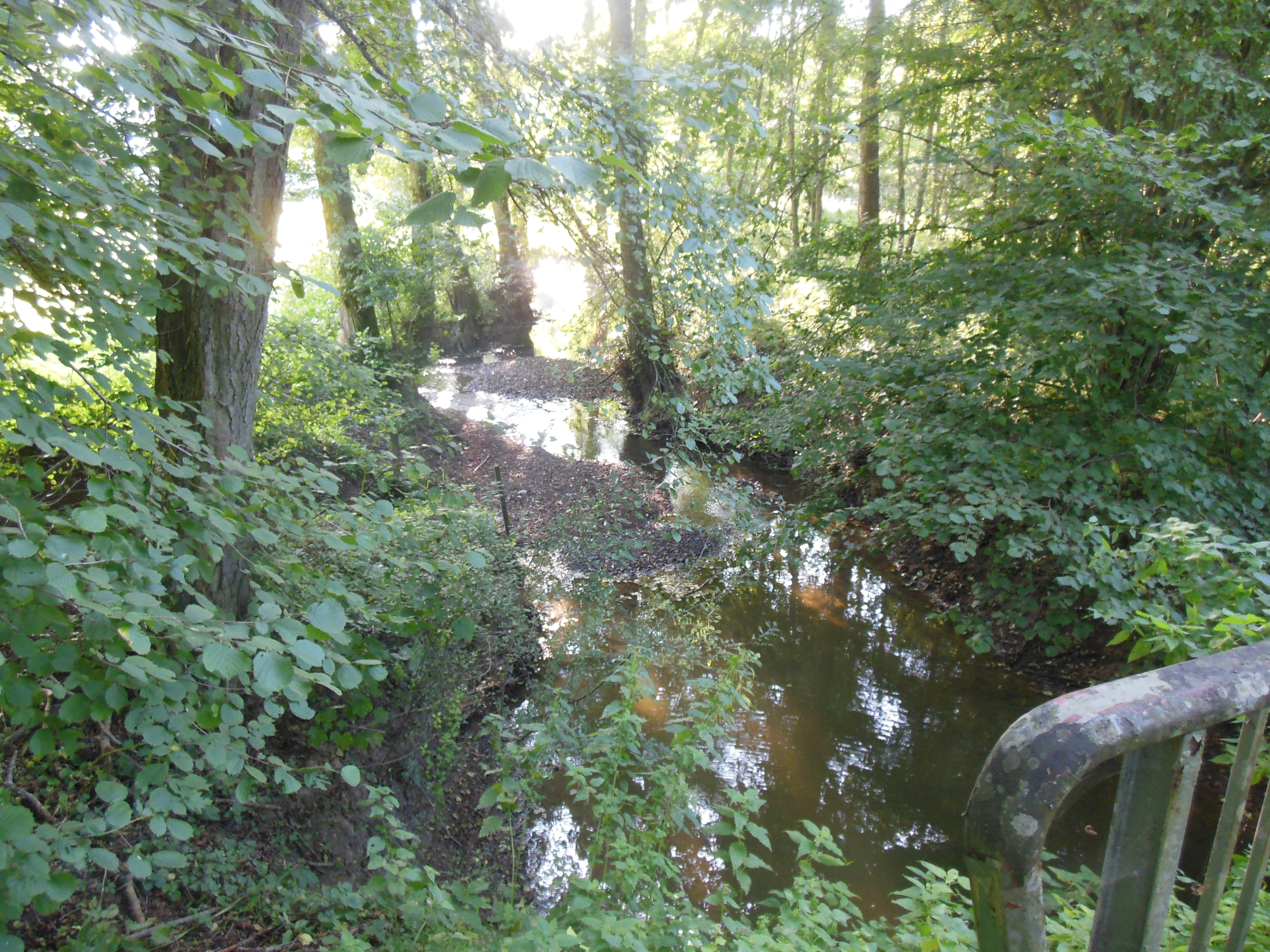
Le Petersbach, en limite de l'ancien ban de Griesbach.

Le village se trouvait dans la vallée du Petersbach, probablement au niveau de l'embouchure d'un vallon adjacent, entre Montbronn et Rahling, à proximité immédiate du lieu-dit Hammer ou Hammerhof et de l'actuelle D83, entre les écarts de Metschbruck et de Saumuehle.

## Toponymie
Anciennes mentions : Criegelbach ou Crigessbach (1150) ; Griegesbach ou Crigensbach (1170) ; Krisspach (1594) ; Griesbach (1758) ; Kriegelbach (1875).

## Histoire
Criegelsbach, que l'on trouve aussi écrit Griegelsbach, est cité au nombre des villages de la seigneurie de Bitche dans une lettre écrite vers 1150 par le duc Mathieu Ier de Lorraine pour le comte Volmar de Sarrewerden. Selon la charte de 1170 réalisée par le même duc Mathieu, la limite de la grande forêt du pays de Bitche allait de « Breitenstein à Criegelsbach, et de Griegelsbach à Kirsbach ».
Plus tard, le village forme une enclave de la seigneurie de Diemeringen en territoire lorrain. Il est ensuite cité dans le pouillé du XVe siècle au nombre des paroisses. En 1473, Griesbach est donné en fief, en même temps que Birsbach et Butten, à Walter de Dahn. On suppose qu'il a disparu avant 1500,, car son territoire n'a conservé ni le nom ni même le souvenir de son ban.
À l'emplacement du village, s'élève plus tard la ferme dite Hammer ou Marteau, visible sur la carte de l'État-Major. L'Atlas topographique du comté de Bitche (1758) la désigne encore sous le nom de Griesbach-Hammer et toute la colline voisine porte le nom de Griesbach. Avec les censes d'Altmatt et Neumatt et le bois domanial dit Kohlkopp (Kohlkopf), cette ferme va conserver le statut d'enclave en Lorraine de la seigneurie puis commune de Diemeringen jusqu'au 28 juin 1829. À cette date, la minuscule enclave est distraite de la commune de Diemeringen, de l'arrondissement de Saverne et du département du Bas-Rhin pour rejoindre la commune de Rahling, l'arrondissement de Sarreguemines et le département de la Moselle.
Dès le XIXe siècle, le nom de Griesbach commence à s'effacer. Le canton ne s'appelle à l'époque déjà plus que das Thal et la ferme que Hammer. Néanmoins, la tradition d'un village dans ce lieu existait bel et bien et est ranimée par la découverte à peu de distance de Hammer de débris d'habitations et d'un cimetière où fut trouvé un cercueil en pierre. La ferme quant à elle est en ruine à partir de 1884-1885 et finit elle aussi par disparaître.